# Libolo
Libolo ist ein Kreis (Município) in der Provinz Cuanza Sul in Angola. Überregional bekannt ist der Kreis für seinen Fußball- und Basketballverein und für seine Marienstatue, die 1967 aus Fátima nach Luanda kam und seit 1968 hier ruht, wo sie seither Ziel von Pilgern ist.

## Geschichte
Seit dem 16. Jahrhundert drangen die portugiesischen Kolonialherren zunehmend auf Besitznahme auch dieser Gegend. Belegt ist ein anhaltender Widerstand der Bevölkerung, insbesondere gegen das Einfangen von Sklaven. Gegen Ende des 19. Jahrhunderts intensivierten die Portugiesen ihre Kolonialisierung, entsprechend dem imperialistischen Zeitgeist der Epoche. 1890 gründeten sie in Libolo einen Verwaltungsposten. Der erneute lokale Widerstand, der insbesondere ab 1895 erstarkte, zwang die portugiesischen Kolonialtruppen 1897 zur Errichtung einer Festung in Calulo durch Leutnant Pais Brandão. 1917 erhob sich die lokale Bevölkerung gegen die Kolonialherren, die sich in die Festung retteten. Erst ab 1932 galt die Gegend als vollständig kontrolliert und befriedet, und der heutige Kreis wurde eingerichtet. Die Festung gilt bis heute als ein Symbol des anti-kolonialen Widerstands im Land.
Insbesondere seit den 1960er Jahren verzeichnete der Kreis einen starken wirtschaftlichen Aufschwung durch die Kaffeeproduktion. Bis zum Ausbruch des angolanischen Bürgerkriegs nach der Unabhängigkeit 1975 blieb es im Kreis Libolo weitgehend friedlich, der danach jedoch einen Niedergang durch Zerstörungen und Abwanderungen erlebte. Seit dem Ende des Bürgerkriegs 2002 und der zunehmenden wirtschaftlichen Erholung des Landes erlebt der Kreis erneut einen wirtschaftlichen Aufschwung, insbesondere durch den wieder aufgenommenen Kaffeeanbau und dem Neubau der Nationalstraße EN120 nach Huambo.

## Sport
Der 1942 gegründete und 2006 neugegründete Verein CRD Libolo ist insbesondere für seine Fußball- und Basketballmannschaft bekannt. So wurde der CRD bereits zweimal Meister der höchsten angolanischen Fußballliga, dem Girabola, während die Basketballmannschaft einmal Pokalsieger und zweimal Vizemeister wurde. Im Karate errang der CRD dreimal hintereinander die Landesmeisterschaft.
Die Profi-Fußballmannschaft des CRD empfängt ihre Gäste im 5000 Zuschauer fassenden städtischen Stadion Estádio Municipal de Calula.

## Wirtschaft
Wichtigstes Produkt des landwirtschaftlich geprägten Kreises ist Kaffee. 1187 Pflanzer bauten im Jahr 2012 auf 189 Plantagen Kaffee an. Im Kreis wurden 2012 ca. 1000 Tonnen Kaffee geerntet, was einen leichten Rückgang zum Vorjahr bedeutete.

## Verwaltung
Libolo ist ein Kreis (Municipio) der Provinz Cuanza Sul, mit Sitz in der Kleinstadt Calulo. Die Nachbarkreise sind, im Uhrzeigersinn im Norden beginnend: Cambambe, Cacuso, Mussende, Quibala und Quiçama.
Vier Gemeinden (Comunas) bilden den Kreis Libolo:
- Cabuta
- Calulo
- Munenga
- Quissongo

## Persönlichkeiten
- Francisco Carneiro (* 1955), General und Politiker